# Haetera piera
Haetera piera é uma borboleta neotropical da família Nymphalidae e subfamília Satyrinae, encontrada na Venezuela, Guianas, Equador, Peru, Bolívia e Brasil, em habitat de floresta tropical e altitudes entre o nível do mar e 1.500 metros. São borboletas com asas arredondadas e extremamente translúcidas, com pequenos ocelos nas asas posteriores e mancha de cor âmbar. É, junto com Haetera macleannania, a única espécie do gênero Haetera e a mais difundida das duas.

## Hábitos
São borboletas solitárias, ou em duplas, que vivem nos recessos úmidos e sombrios das florestas, de voo quase sempre crepuscular e de baixa altura.

## Ciclo de vida
De acordo com Luis M. Constantino, a fêmea de H. piera deposita apenas um ovo, esférico e branco, na face inferior de uma folha de Spathiphyllum (Araceae), repetindo o comportamento de ovoposição em outras folhas da mesma planta, ao redor. As lagartas, em seu quarto e último estágio, são de coloração verde escura, ornamentadas por um padrão de zig-zag de coloração creme que diminui na medida em que se direciona à cabeça; que é granulada, com dois chifres grossos que levam um acessório lateral, e com um espinho curvo de cada lado.

## Subespécies
Haetera piera possui seis subespécies:
- Haetera piera piera - Descrita por Linnaeus em 1758, de exemplar proveniente das Guianas ou Brasil (citado como "Indiis" na descrição).
- Haetera piera diaphana - Descrita por Lucas em 1857, de exemplar proveniente do Brasil (Bahia - citado como "Cuba" na descrição).
- Haetera piera negra - Descrita por C. & R. Felder em 1862, de exemplar proveniente do Peru (também ocorrendo no Equador e Brasil - Amazonas).
- Haetera piera unocellata - Descrita por Weymer em 1910, de exemplar proveniente da Bolívia (caracterizada por indivíduos com o ocelo superior da asa traseira pouco desenvolvido).
- Haetera piera pakitza - Descrita por Lamas em 1998, de exemplar proveniente do Peru.
- Haetera piera sanguinolenta - Descrita por Constantino & Salazar em 2007, de exemplar proveniente da Colômbia (caracterizada por indivíduos com asa traseira avermelhada).[8]